# لي زيمرمان
لي زيمرمان (بالإنجليزية: Leigh Zimmerman)‏ هي مغنية وراقصة وممثلة أمريكية، ولدت في 28 مارس 1969 بماديسون في الولايات المتحدة. من الجوائز التي نالتها Laurence Olivier Award for Best Performance in a Supporting Role in a Musical ‏ سنة 2013.

## أعمال

### أفلام
- (2005) دليل
- (2006) يونايتد 93[7]

## جوائز وترشيحات
جوائز
- Laurence Olivier Award for Best Performance in a Supporting Role in a Musical [الإنجليزية]‏ (2013)

ترشيحات
- جائزة لورانس أوليفييه لأفضل ممثلة في فيلم موسيقي [الإنجليزية]‏ (2005)

## وصلات خارجية
- لي زيمرمان على موقع IMDb (الإنجليزية)
- لي زيمرمان على موقع روتن توميتوز (الإنجليزية)
- لي زيمرمان على موقع أول موفي (الإنجليزية)
- لي زيمرمان على موقع قاعدة بيانات برودواي على الإنترنت (الإنجليزية)
- لي زيمرمان على موقع أول ميوزيك (الإنجليزية)
- لي زيمرمان على موقع ديسكوغز (الإنجليزية)
- لي زيمرمان على موقع قاعدة بيانات الفيلم (الإنجليزية)